# رافاو جلينسكي
رافاو جلينسكي (بالبولندية: Rafał Gliński) مواليد 29 ديسمبر 1982 في فروتسواف، هو لاعب كرة يد بولندي يلعب كوسط مدافع. يلعب حاليا مع غورنيك زابجه ويحمل الرقم 19. مثل منتخب بولندا لكرة اليد.

## سجل المنافسة
شارك في البطولات التالية:
- بطولة أوروبا لكرة اليد للرجال 2016

## روابط خارجية
- رافاو جلينسكي على موقع الاتحاد الأوروبي لكرة اليد (الإنجليزية)